# Jarzinho Pieter
Jarzinho Saul Emmanuel Pieter (Willemstad, Curazao, 11 de noviembre de 1987-Puerto Príncipe, 9 de septiembre de 2019) fue un futbolista neerlandés que se desempeñó en la posición de portero, cuyo último equipo fue el RKSV Centro Dominguito de la Primera División del Fútbol de las Antillas Neerlandesas.

## Trayectoria
- RKSV Centro Dominguito  2009-2019

## Muerte
El 9 de septiembre de 2019 Pieter sufrió de un ataque al corazón después de enfermarse la noche anterior.  Pieter estaba en Puerto Príncipe con el equipo nacional de fútbol de Curazao para un partido de clasificación de la Liga de Naciones de CONCACAF contra Haití.